# Легато
Лега́то (італ. legato — «зв'язаний») у музиці — спосіб гри на музичному інструменті, зв'язне виконання звуків, при якому відбувається плавний перехід одного звука в інший, пауза між звуками відсутня.
У нотному записі легато позначається дугоподібною лінією — лігою, яка об'єднує ноти, що виконуються легато. Також може позначатись словом legato біля відповідної групи нот.

## Легато у гітарній термінології
У гітарній термінології легато називають також спосіб виконання нот лівою рукою, без участі правої. На гітарі спосіб легато буває трьох видів:
- Висхідне легато (англ. hammer-on — «вдаряти») виконується таким чином: після того, як ліву руку буде поставлено на необхідний лад, палець правої руки защипує струну і отримує перший звук; потім палець лівої руки опускається на відповідний лад, отримуючи таким чином другий звук.
- Спадне легато (англ. pull-off — «знімати») вимагає, щоб пальці лівої руки були заздалегідь розташовані на потрібних ладах. Після отримання високого звука палець лівої руки, який притискує струну, замість того щоб, як зазвичай, зійти зі струни, повинен з силою відтягнути її до себе, змушуючи звучати наступний звук.
- Змішане легато (hammer-on / pull-off) включає висхідне і спадне легато, що йдуть без перерви одне за одним.

У техніці гри на гітарі легато є одним з основних штрихів, завдяки якому полегшуються рухи пальців правої руки(для праворуких гітаристів), а фразування набуває виразності. Вправи на легато рекомендуються для розвитку сили і самостійності пальців лівої руки.